# اسپیریتوود لیک (داکوتای شمالی)
اسپیریتوود لیک(به انگلیسی: Spiritwood Lake) شهری در ایالت داکوتای شمالی کشور ایالات متحده آمریکا است که جمعیت آن در سرشماری سال ۲۰۱۰ میلادی، ۹۰ نفر بوده‌است.